# Barre (ballet)

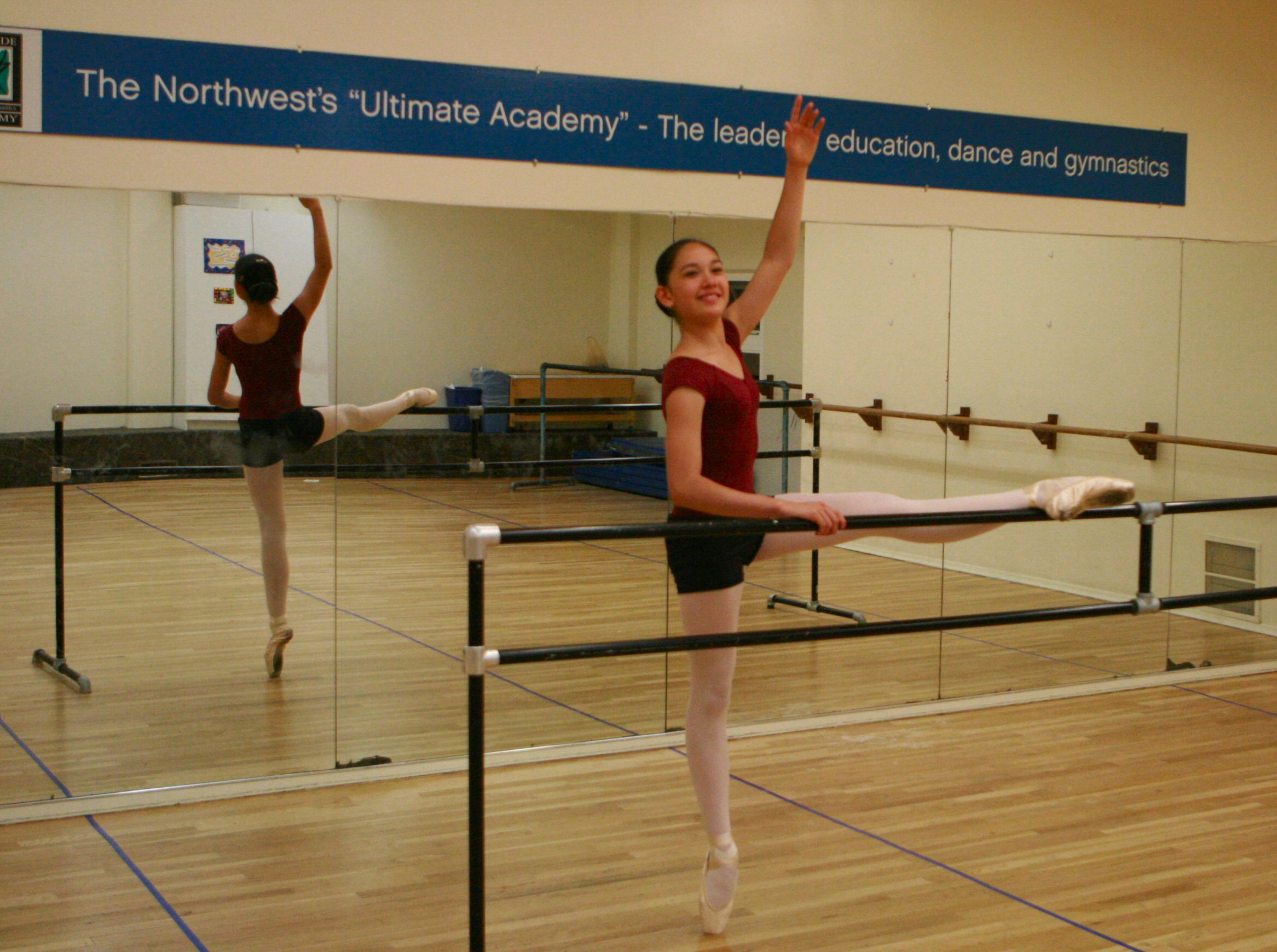
Een balletdanseres die barre oefeningen doet aan een verplaatsbare barre

Een barre is een aan de muur bevestigde houten leuning die wordt gebruikt tijdens opwarmingen voorafgaande aan balletoefeningen. De term slaat ook op de oefeningen die worden uitgevoerd aan de barre en op het deel van de balletles waar de barre gebruikt wordt.
Er kan zowel een vaste barre als een verplaatsbare barre worden gebruikt. 